# Kurt Raab
Kurt Raab (Kašperské Hory, 20 luglio 1941 – Amburgo, 28 giugno 1988) è stato un attore, sceneggiatore, drammaturgo, scenografo e costumista tedesco, conosciuto per la sua proficua collaborazione con il regista Rainer Werner Fassbinder.

## Biografia
Raab nacque a Bergreichenstein, Sudetenland, ora Kašperské Hory, in Repubblica Ceca. 
Debutta al cinema con il film di Fassbinder Liebe ist kälter als der Tod (L'amore è più freddo della morte) nel 1969. Nell'arco di venti anni di carriera, ha partecipato a numerose produzioni di film di Fassbinder, come Perché il signor R. è colto da follia improvvisa? e Il soldato americano nel 1970, Attenzione alla puttana santa nel 1971, e Il mercante delle quattro stagioni nel 1972. 
Attivo anche come produttore, assistente alla regia e sceneggiatore, muore di AIDS ad Amburgo.

## Filmografia

### Attore

#### Cinema
- La tenerezza del lupo (Die Zärtlichkeit der Wölfe), regia di Ulli Lommel (1973)
- Martha, regia di Rainer Werner Fassbinder (1974)
- Il viaggio in cielo di mamma Kusters (Mutter Küsters' Fahrt zum Himmel), regia di Rainer Werner Fassbinder (1975)
- Out of order - Fuori servizio (Abwärts), regia di Carl Schenkel (1984)

#### Televisione
- La libertà di Brema (Bremer Freiheit), regia di Rainer Werner Fassbinder – film TV (1972)

### Sceneggiatore
- La tenerezza del lupo (Die Zärtlichkeit der Wölfe), regia di Ulli Lommel (1973)

### Scenografo
- La tenerezza del lupo (Die Zärtlichkeit der Wölfe), regia di Ulli Lommel (1973)
- Il viaggio in cielo di mamma Kusters (Mutter Küsters' Fahrt zum Himmel), regia di Rainer Werner Fassbinder (1975)